# Kandesartan
Kandesartan je antagonist angiotenzin II receptora koji se uglavnom koristi za tretman hipertenzije. Prolek kandesartan cileksetil prodaju preduzeća AstraZeneca i Takeda. Neka od prodajnih imena su: Blopress, Atacand, Amias, i Ratacand.

## Osobine
| Osobina                  | Vrednost |
| ------------------------ | -------- |
| Broj akceptora vodonika  | 7        |
| Broj donora vodonika     | 2        |
| Broj rotacionih veza     | 7        |
| Particioni koeficijent ( | 4,6      |
| Rastvorljivost (logS, log(mol/L))       | -6,5     |
| Polarna površina (PSA, Å2)  | 118,8    |

## Sinteza
Kandesartan se sintetiše na sledeći način: